# Eustrophopsis bombinus
Eustrophopsis bombinus es una especie de coleóptero de la familia Tetratomidae.

## Distribución geográfica
Habita en Brasil.